# Beauraing
Beauraing (vallonsk: Biarin) er en by i Vallonien i det sydlige Belgien.  Byen ligger i provinsen Namur, tæt ved grænsen til nabolandet Frankrig. Indbyggertallet er pr. 2006 på ca. 8.300 mennesker.